# Unitárius templom (Kocsord)
A műemlék kocsordi unitárius templom 1938-ban épült. Az unitárius Egyház egyetlen temploma Szabolcs-Szatmár-Bereg vármegyében.

## Története
A kocsordi Unitárius Egyházközség 1938-ban létesült, amely év folyamán lelkészt alkalmaztak, harangot öntettek és templomot építettek. A gyülekezeti tagok az Unitárius Egyház intézményei támogatása mellett óriási anyagi terheket vállalt.
A templom épületegyüttesét Szente László sepsiszentgyörgyi származású unitárius műépítész tervezte népi stílusban. Az építést Kereki Gábor első lelkész vezette és saját kezűleg festette a mennyezet 104 kazettáját aranyosmenti, főleg mészkői bútormintákkal. A szószéket és irodaszekrényt dr. ifj. Ferencz József segédlelkész, későbbi budapesti unitárius püspök festette népi mintákkal. A hívek székely faragású csillárt, 11 fali virágtartót rendeltek. Végh Mihály lelkész virágvázát, Nyitrai Levente lelkész lámpatartót faragott népi stílusban.
A 27 méteres tornyot eredetileg zsindellyel fedték, faragott gerendákkal, deszkacsipkével díszítették. A belépő melletti és az iroda előtti 3 tornácot, valamint a székely kaput szintén faragott gerendákból építették.
A templom mellé lelkészi lakást és gyülekezeti termet építettek ugyanabban az erdélyi stílusban. A templomot faragott padokkal bútorozták be és népi stílusú kerítéssel kerítették el. Ezüst klenódiumokat (úrvacsorai és keresztelő kellékeket) adományoztak ötvös díszítésekkel. Az asszonyok hímzett kelmékből állították össze az úrasztali és szószéki takarókészletet, saját munkákból. A templom betonpadlóját szőnyegekkel fedték, az ablakokat függönyökkel látták el. Ezeket a konfirmálók évente újabb adományokkal egészítik ki.
A csajági hívek az 5 mázsás nagyharang mellé 3 mázsás kisharangot öntettek, ami külön haranglábon áll. A templomban gázfűtés és villanyvilágítás van, vízvezetéssel. Klasszikus orgona hiányát elektronikus orgonával, illetve a gyülekezeti teremben harmóniummal pótolják.
A templomban faragott emléktábla áll dr. Abrudbányai János lelkész, 56-os mártír emlékére, aki a község h. állatorvosa is volt és az első kultúrházat is ő létesítette filmvetítő géppel. Kereki Gábor lelkész özvegye is emléktáblát állíttatott templomfestő és építő férje emlékére, valamint felújíttatta saját költségén, illetve a londoni unitárius hívek hozzájárulásával a templom tetőhéjazatát, illetve mennyezetét.
A kocsordi hívek közadakozásból több felújítást végeztek, toldást vásároltak a telekhez. Bajor János lelkész 1965-ben a templom elé fenyőfákat ültetett, melyek a harmadik évezredet 20 méteres magasságukkal köszöntötték (ma már nem állnak).

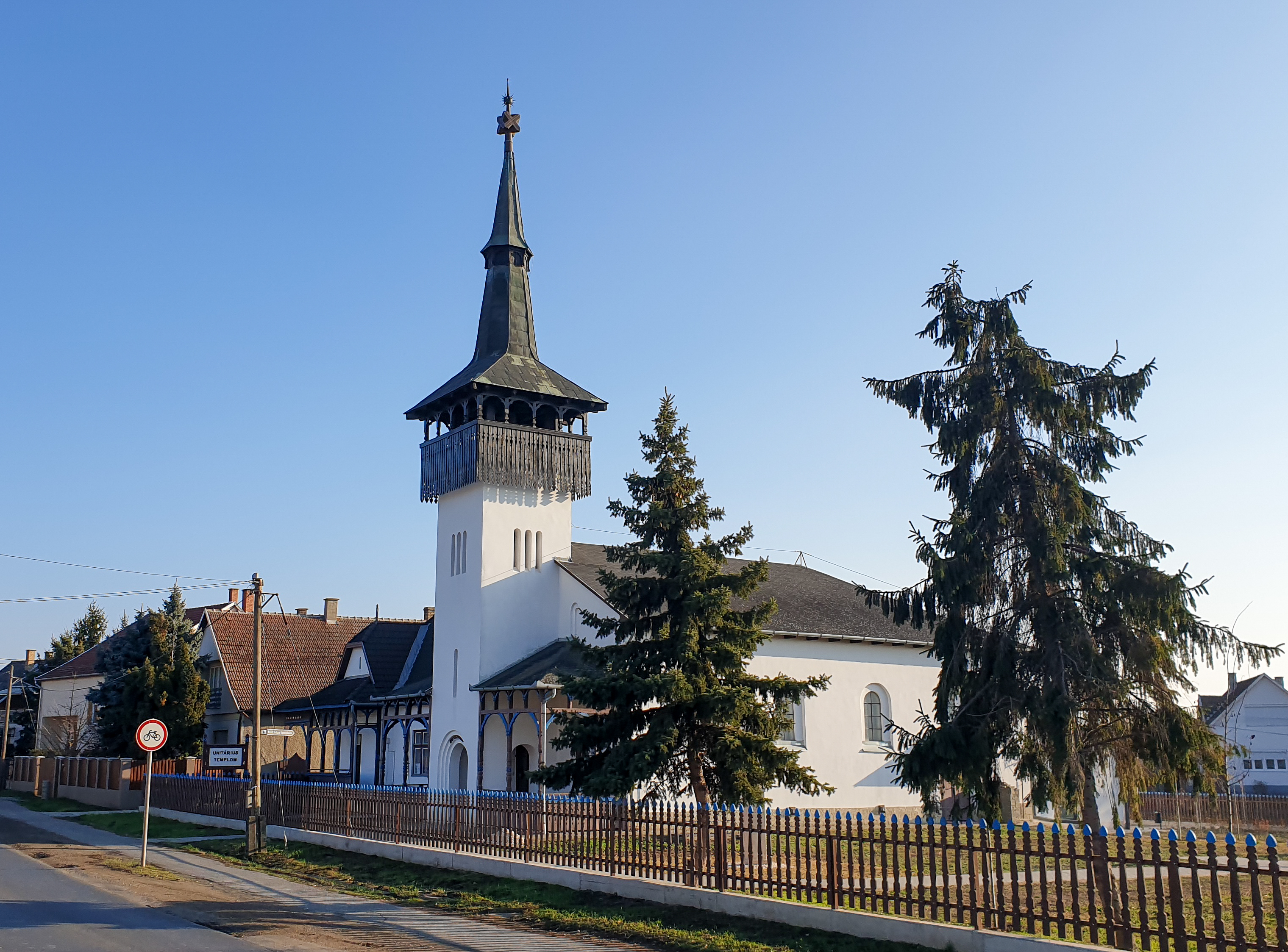
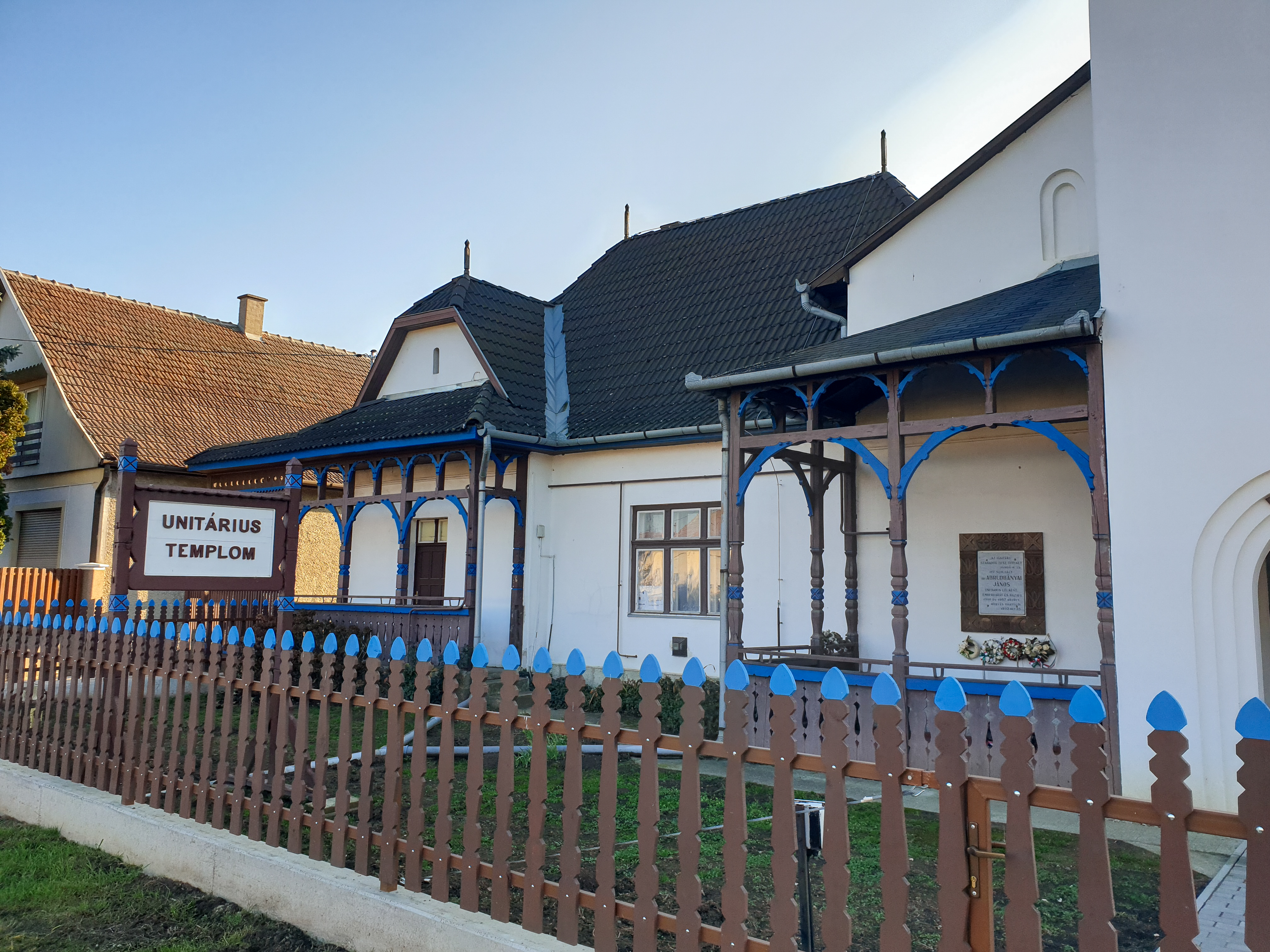
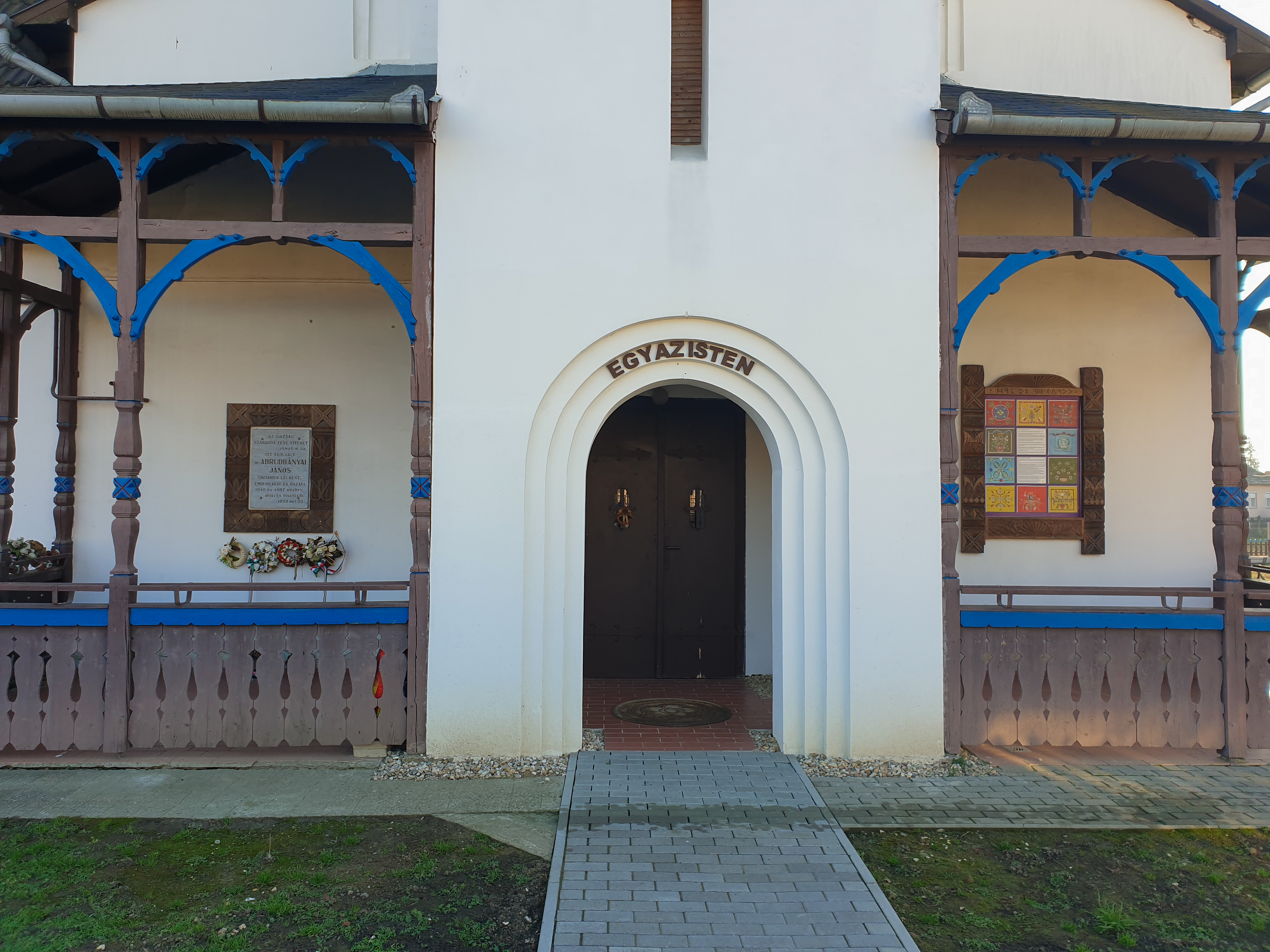
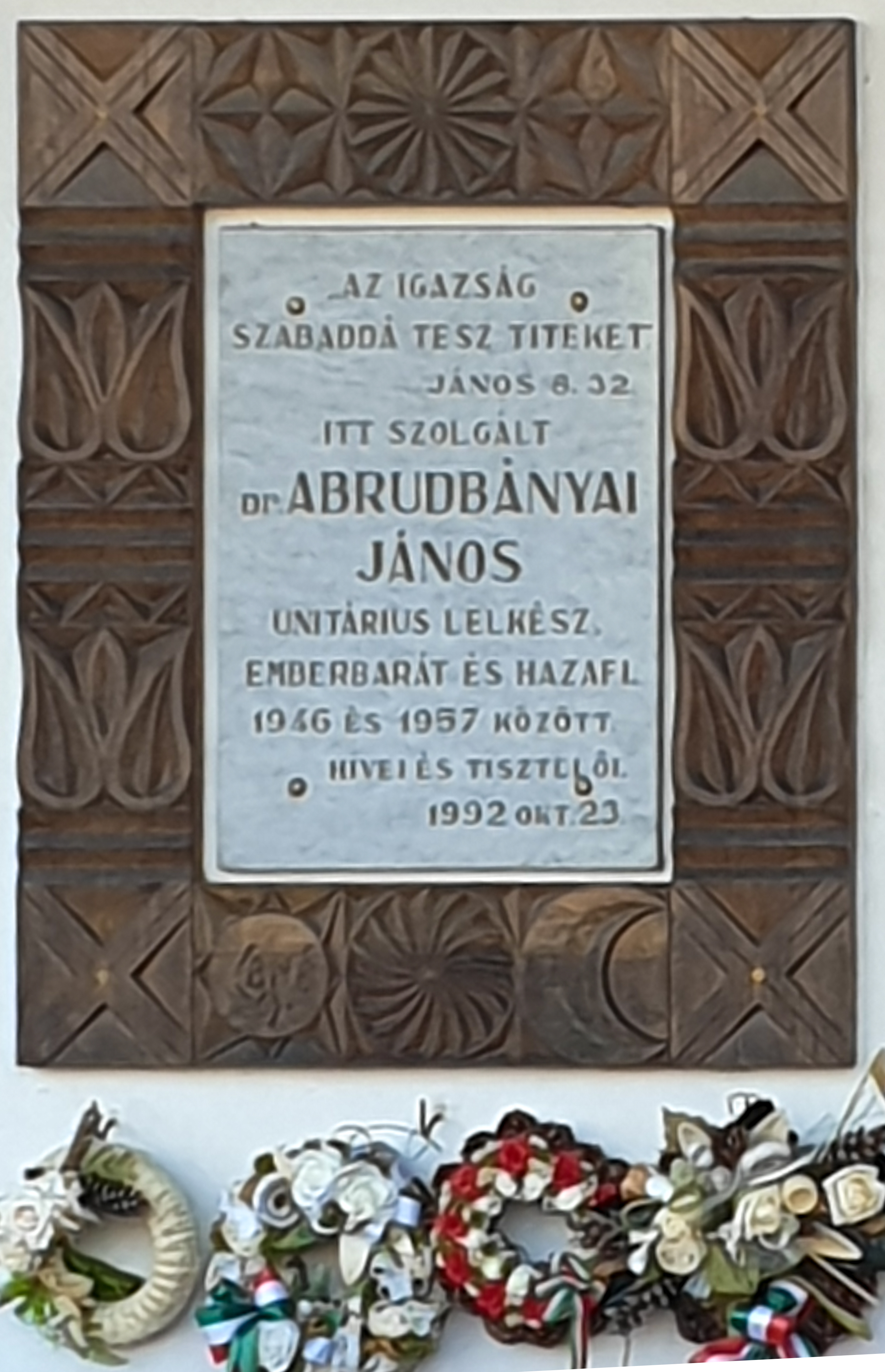